# 歐陽凱
歐陽凱（17世纪—1721年），字虞臣，本籍中國福建漳浦人，為中國清朝武官官員。1718年（康熙57年）從江南蘇松鎮總兵奉旨調任前往台灣，接任姚堂擔任台灣鎮總兵，功銜累計至左都督。是台灣清治時期此期間，受台灣道制約的台灣地區最高軍事首長。
1722年，台灣爆發朱一貴事件，戰事前後燃至台灣府南部的赤山及鳳山縣，歐陽凱先後調遣千總陳元、百總林富與朱一貴率兵交戰，均於對戰中戰死。之後，歐陽凱親率兵力駐軍於台灣府城城門外的牛埔。戰事激烈連續進行數日，歐陽凱轄下百總楊恭（另名號：達家勇）投效朱一貴且隱藏歐陽軍為內應。不久，歐陽凱遭楊恭刺殺，其後墜馬斬首。
歐陽凱陣亡後，康熙帝念其功，親自下詔褒獎歐陽凱，並追贈其太子少保官銜，另外，其子嗣世廕守備武官官銜。 
| 前任： 姚堂 | 台灣鎮總兵 1718年上任 | 繼任： 藍廷珍 |

## 延伸阅读
[在维基数据编辑]
 《清史稿·卷284》，出自趙爾巽《清史稿》